# Auckland Harbour Bridge
De Auckland Harbour Bridge is een brug in het noorden van Nieuw-Zeeland. De brug overspant sinds 30 mei 1959 de Waitemata-haven bij de stad Auckland. 
Over de brug loopt de Auckland Northern Motorway. Deze autosnelweg loopt van Auckland naar Puhoi en is onderdeel van de nationale weg SH1. 
De Auckland Harbour Bridge heeft een uniek systeem voor tijdens het spitsuur. De middelste rijstroken werken als wisselstrook die van richting kunnen worden veranderd tijdens de spits. Tussen de richtingen ligt een betonnen middenberm die verplaatst kan worden. Dit is gedaan omdat er een groot verschil in richting zat tussen de ochtend- en avondspits, maar er was niet genoeg ruimte om complete rijbanen om te vormen tot wisselstrook.

## Geschiedenis
De brug werd tussen 1954 en 1959 gebouwd, oorspronkelijk met vier rijstroken (2x2). Door de snelle groei van de voorsteden ten noorden van Auckland was al snel meer capaciteit nodig. Daarom werd de brug in 1969 verbreed naar acht rijstroken. 
Vanaf de opening van de brug tot 1984 werd er tol geheven.

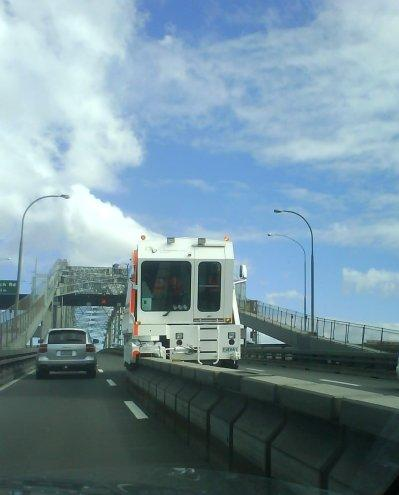
Het systeem om de middenberm te verplaatsten